# Койшокы
Койшокы (каз. Қойшоқы) — некрополь эпохи бронзы, расположенный в Шетском районе Карагандинской области Казахстана. Находится в 18 км к западу от села Кызылтау, на западных склонах гор Северный Кызылтау. Датируется XIV—XII вв. до н. э.
Захоронения подразделяются на пять групп. Могилы окружены оградками круглой, овальной или квадратной формы и ограждены вертикально гребенчатыми камнями. Тела захоронялись в каменных саркофагах, ориентированных головой на восток..
В 1975—1985 годах некрополь Койшокы обследовался Центрально-Казахстанской археологической экспедицией под руководством М. Кадырбаева и Ж. Курманкулова. В могилах найдены черепки глиняной посуды, бусы из бронзы, обрамлённый золотом браслет, серьги, лук и наконечники стрел. Многие захоронения были разграблены задолго до наших дней.